# Кальдас-де-Рейс
Кальдас-де-Рейс (гал. Caldas de Reis, ісп. Caldas de Reyes) — муніципалітет в Іспанії, у складі автономної спільноти Галісія, у провінції Понтеведра. Населення — 10 036 осіб (2009).
Муніципалітет розташований на відстані близько 480 км на північний захід від Мадрида, 18 км на північ від Понтеведри.

## Демографія
Динаміка населення (INE ):

## Галерея зображень

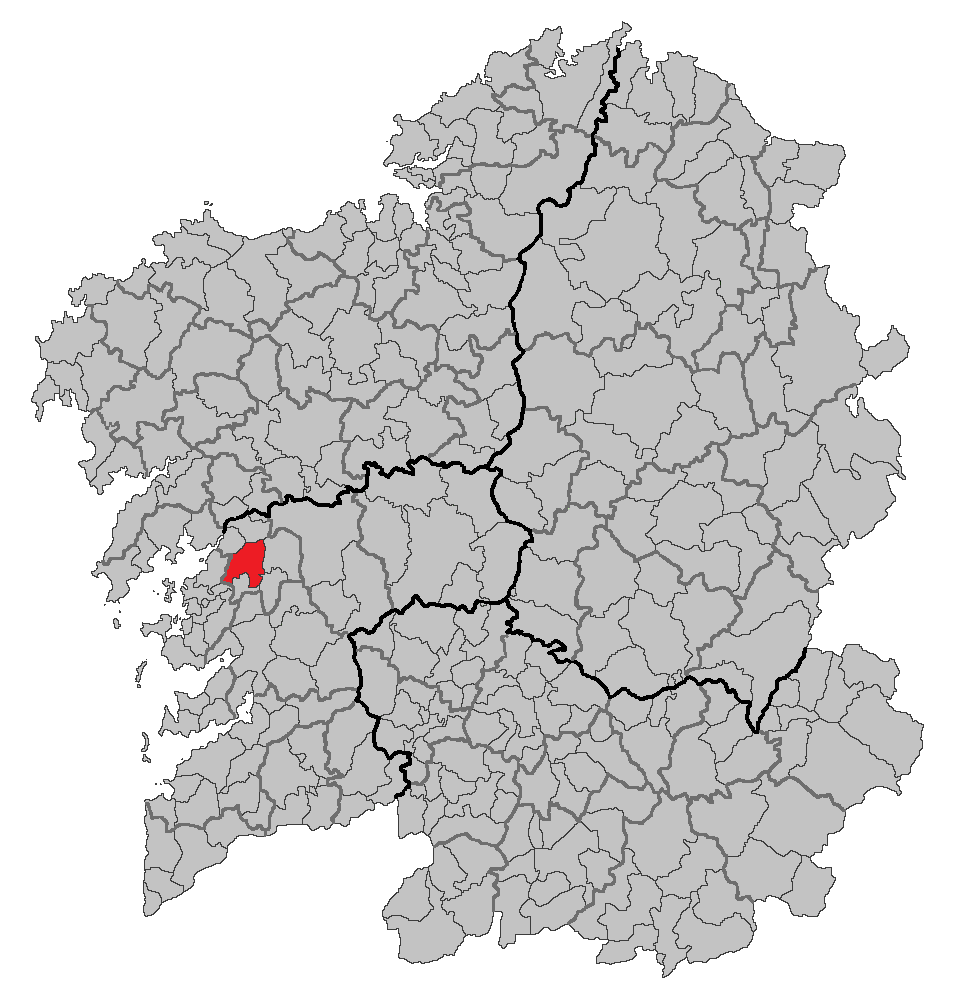
Розташування муніципалітету
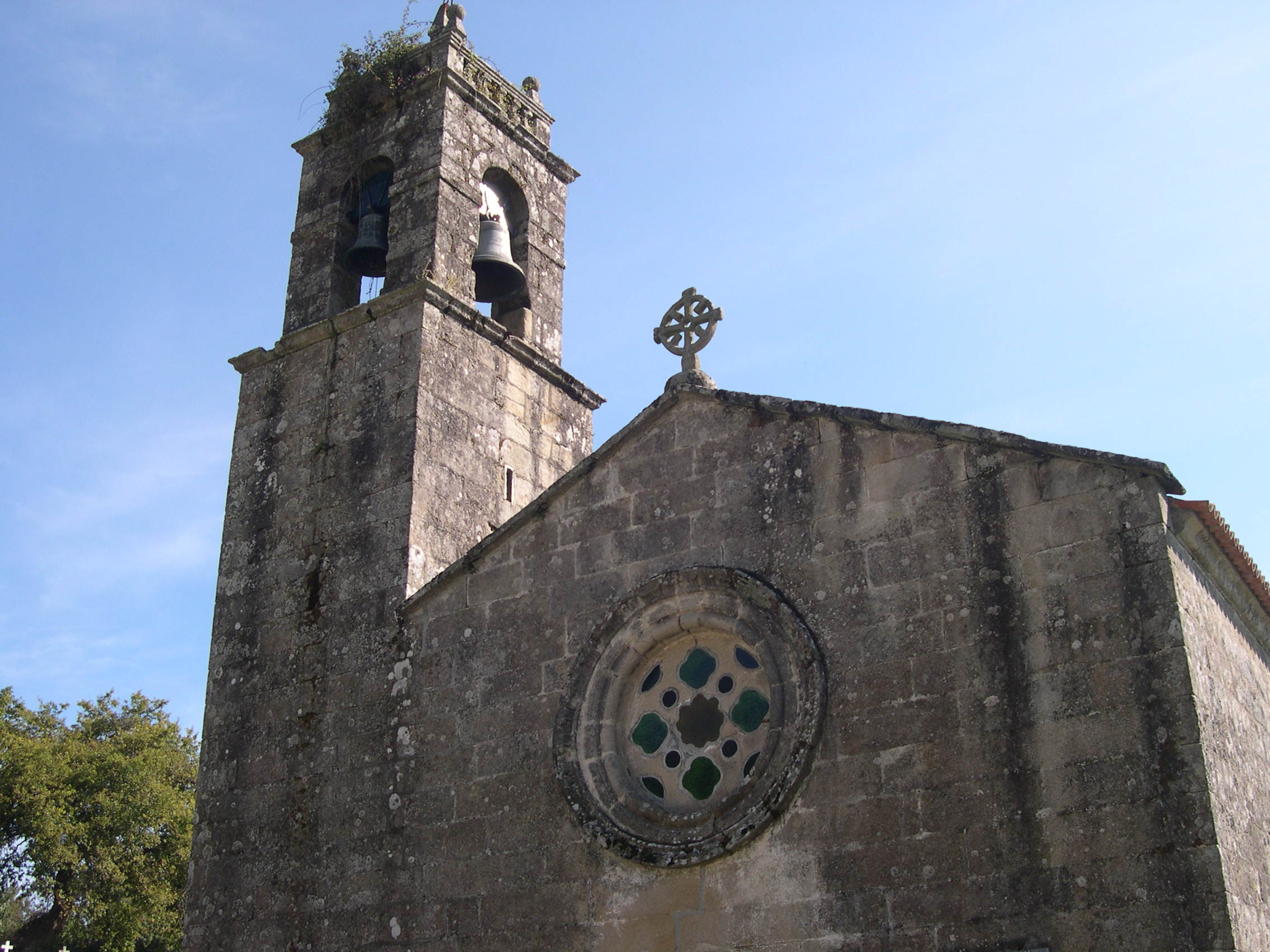
Фасад церкви Санта-Марія-де-Беміль у місті Кальдас-де-Рейс (кінець XII століття)